# Максаково (Тверская область)
Максаково — опустевшая деревня Ржевского района Тверской области, входит в состав сельского поселения «Успенское».

## География
Деревня находится на берегу реки Иружа в 28 км на восток от центра поселения посёлка Успенское и в 37 км на северо-восток от райцентра Ржева.

## История
В 2 км от деревни в бывшем селе Иружи в 1890 году была построена каменная Троицкая церковь с 3 престолами.
В конце XIX — начале XX века деревня являлась центром Иружской волости Зубцовского уезда Тверской губернии. В 1859 году в деревне было 15 дворов.
С 1929 года деревня входила в состав Ореховского сельсовета Ржевского района Ржевского округа Западной области, с 1935 года — в составе Калининской области, в 1994 года — в составе Ореховского сельского округа, с 2005 года — в составе сельского поселения «Успенское». 

## Население
| 1859 | 2002 | 2010 |
| ---- | ---- | ---- |
| 170  | ↘0   | →0   |

## Достопримечательности
В 2 км от деревни в урочище Иружи расположена недействующая Церковь Троицы Живоначальной (1890).